# نتاج (كيمياء)

رسم يوضح علاقة بين الناتج الكيميائي و نسبة المحصول و تاثيرها على الناتج الحقيقي.

النتاج أو المردود أو المحصول أو الحصيلة هو كمية المنتج الذي يتم الحصول عليه في تفاعل كيميائي. المحصول المطلق يمكن إعطاءه بدلالة الوزن بالجرام. المحصول الجزئي، المحصول النسبي، أو نسبة المحصول المئوية، والتي تخدم كمقياس الفعالية لعملية صناعية . ويحسب النتاج بقسمة كمية المنتج الذي حصلنا عليه بوحدات المول على المحصول النظري بالمولات:
حيث:
- fractional yield: المحصول الجزئي
- actual yield: المحصول الفعلي
- theoretical yield: المحصول النظري

## إنظر أيضا
- كاشف محدد
- مخطط أرهينيوس
- معامل بولتزمان
- تفاعل كيميائي
- تفاعل ناشر للحرارة
- تفاعل يمتص الحرارة
- تفاعل الثرميت
- تفاعل أكسدة-اختزال
- اختزال
- نظرية تحول الحالة
- معادلة أرينيوس
- فاعلية كيميائية